# Paraclius nigrocaudatus
Paraclius nigrocaudatus is een vliegensoort uit de familie van de slankpootvliegen (Dolichopodidae). De wetenschappelijke naam van de soort is voor het eerst geldig gepubliceerd in 1918 door Van Duzee.